# Jean Clouet (homme politique)
Pour les articles homonymes, voir Clouet.
Pour l’article ayant un titre homophone, voir Jean Clouet.
Jean Clouet, né le 7 mai 1921 à Nantes et mort le 20 octobre 2008 à Saint-Mandé,, est un haut fonctionnaire, permanent patronal et homme politique français.

## Biographie
Instituteur, énarque (promotion Quarante-Huit), il mène à partir de 1950 une brève carrière dans la haute administration et les cabinets ministériels avant de bifurquer vers le privé, comme permanent patronal. Il a suivi à Bruxelles pour le compte du Conseil national du patronat français les pourparlers relatifs à l’établissement du Marché commun, avant de devenir secrétaire général de la Chambre syndicale des constructeurs d’automobiles, de 1955 à 1965, puis délégué général de la Fédération nationale des travaux publics (FNTP) (1966-78). Il est membre dans les années 1960 du comité du groupe français du Comité européen pour le progrès économique et social. Vice-président de l'Union routière de France en 1973, il préside cette association, un lobby qui représente tous les métiers de la route, de 1976 à 1989. De 1976 à 1989, il est également président de la Fédération routière internationale (International Road Federation, IRF).  
Il est élu maire de Vincennes en 1971, et réélu sans interruption jusqu'en 1996, date de sa démission. Il est élu aussi conseiller général du Val-de-Marne. Il est membre des Républicains indépendants.  Élu sénateur du Val-de-Marne le 28 septembre 1986, membre du Parti républicain (France), il est réélu en septembre 1995, sous l'étiquette UDF. Membre du groupe UMP à partir de 2002, il ne se représente pas aux élections sénatoriales de 2004.

## Œuvres
L'économie des travaux publics, Que sais-je? N° 1431, Presses universitaires de France, 1971.